# 존 H. 마이켈리스
존 허시 마이켈리스(John H. Michaelis, 1912년 8월 20일 ~ 1985년 10월 31일)는 미국 육군 4성 장군 출신의 군인이다. 주한 유엔군사령부, 주한 미군, 미8군(유엔사/COMUSFK/CG EUSA)에서 1969년부터 1972년까지 총사령관을 지냈다.

## 군 경력

### 제2차 세계 대전
1936년 미국 육군사관학교를 졸업했다. 제2차 세계 대전 당시 그는 제502낙하산보병연대의 부지휘관이었으나, 지휘관 조지 밴 혼 모세이 주니어(George Van Horn Moseley, Jr.)가 노르망디 상륙 작전 중 비행기 낙하에서 다리 골절 부상을 당하자, 부대의 지휘를 맡게 되었다. 나중에 마이켈리스는 네덜란드에서 심한 부상을 입었다. 마이켈리스는 1947년에서 1948년까지 드와이트 D. 아이젠하워의 보좌관으로 복무했고,

### 한국 전쟁
한국 전쟁 당시 낙동강 전투에서 "Wolfhounds"로 알려진 미군 제25보병사단 27연대를 지휘했으며, 훗날 이때의 공적으로 공로 훈장을 받았다.
그가 대령으로 "Wolfhounds"를 지휘하기 시작했을 때, 미군 대부분은 쉽게 무너지거나 퇴각하였다. 그러나 미국 제8군 사령관 매슈 리지웨이 장군은, 공수부대장을 역임한 마이켈리스 대령이 부대가 포위될 위험에 처해 있어도 당황하지 않을 것이라고 보았다. 실제로 마이켈리스의 부대는 화력을 연동시켜 부대 전체를 보존할 수 있다면, 공중 보급을 통해 포위 상태에서도 버틸 수 있었다. 1950년 12월, 제8군 사령관으로 부임한 매슈 리지웨이 중장은 "더 이상 퇴각 불가"의 전쟁을 계속하기 원했고, 이에 따라 마이켈리스와 같은 지휘관을 더 많이 확보하려고 했다. 장군은 부임 직후, 마이켈리스의 부대를 시작으로 그의 부대의 별명을 딴 "Wolfhound"라는 공세 작전을 펼쳐 북진 공격했고 이후 떨어졌던 군대의 사기가 개선되었다. 마이켈리스 부대는 유엔군의 완전한 역전이 되는 전쟁의 새로운 단계를 열었다.
미국의 사학자 클레이 블레어에 따르면 마이켈리스는 터키 여단의 전투 준비 태세를 비관적인 태도로 묘사했다고 한다. 블레어는 종군 기자들이 터키군대가 "콧수염과 거친 피부색과 치열한 태도"에 힘 입어 "강한" 군대라고 생각했지만, 사실 그들은 "훈련 잘 받지 못하고 통솔하기 힘들며 전투에 유약했다."고 평가했다. 블레어는 마이켈리스가 한 말을 다음과 같이 인용했다.
"터키 부대는 1916년 영국군과 갈리폴리 전투에서 사단장으로 싸웠던 나이 많은 준장이 지휘했다! 그는 많이 존경 받았으며 터키 군부대에서 최고였으며 여단을 지휘하기 위해 준장으로 임명되었다. 여단의 군인들은 러시아 국경 가까운 터키의 대초원 지역에서 왔는데, 3~4년의 학교 생활이 전부였고, 출신 배경이 미미했으며, 당국에 의해 징집된 후 제복과 소총을 지급 받고, 거의 훈련을 받지 못한 채 배에 실려 1만 마일을 항해 한 후 전투에 투입된 결과 '한국, 그게 어디지요?'라고 물었고, 적들이 거기 어딘가에 있다고 하면서 그들을 잡아라! 고 명령하면 터키 군인들은 머리를 긁으면서 '지휘관이 내게 무어라고 했어?'라고 물었다."— 

### 죽음
마이켈리스는 1985년 10월 31일, 조지아주 클레이턴에서 심부전으로 죽었다. 그의 유해는 알링턴 국립묘지에 안장되었다.

## 참고

### 인용
1. 1 2  “Retired Gen. 'Iron Mike' Michaelis Dies: Veteran of WWII, Korea Was Eisenhower Aide, West Point Chief”. 《Los Angeles Times》 (영어). 1985년 11월 3일.
2. 1 2  Blair 2003, 451쪽.

### 자료
- Blair, Clay (2003). 《The Forgotten War: America in Korea, 1950-1953》 (영어). Naval Institute Press. ISBN 9781591140757.